# 酢酸アンモニウム
酢酸アンモニウム（さくさんアンモニウム、ammonium acetate）は組成式 CH3COONH4 で表される化学物質。酢酸とアンモニアを化学反応させて得られる有機アンモニウム塩である。
{\displaystyle {\ce {CH3COOH\ + NH3 ->CH3COONH4}}}
商業的に幅広く利用されている。

## 用法・用途
酢酸アンモニウムは弱酸と弱塩基との化合物であるため、いくつかの特徴的な性質が認められる。
- 生分解性の除氷剤に使われることがある。
- しばしば緩衝液を作るために利用される。
- 有機合成の際にクネーフェナーゲル縮合 (Knoevenagel condensation) の触媒として用いられる。
- 塩としては比較的低温で融解する。

### 性質
酢酸アンモニウムは吸湿性がある。また温度を上げると水を放出しながらアセトアミドへと分解する。
{\displaystyle {\ce {CH3COONH4 -> CH3CONH2\ + H2O}}}